# Roter Rain (Lauda-Königshofen)
Roter Rain ist ein Wohnplatz auf der Gemarkung des Lauda-Königshofener Stadtteils Königshofen im Main-Tauber-Kreis im fränkisch geprägten Nordosten Baden-Württembergs.

## Geographie
Roter Rain liegt etwa 800 Meter nordwestlich von Königshofen und etwa 350 Meter südöstlich von Lauda unmittelbar oberhalb der Gleise der Frankenbahn.

## Geschichte
Auf dem Messtischblatt Nr. 6424 „Königshofen“ von 1881 war der Ort noch völlig unbesiedelt.
Der Wohnplatz kam als Teil der ehemals selbständigen Stadt Königshofen am 1. Januar 1975 zur Stadt Lauda-Königshofen, als sich die Stadt Lauda mit der Stadt Königshofen und der Gemeinde Unterbalbach im Rahmen der Gebietsreform in Baden-Württemberg vereinigte.

## Kulturdenkmale
Kulturdenkmale in der Nähe des Wohnplatzes sind in der Liste der Kulturdenkmale in Lauda-Königshofen verzeichnet.

## Verkehr
Der Ort ist über eine Verlängerung der Bahnhofstraße aus Richtung Lauda zu erreichen sowie über den Taubertalradweg aus Richtung Königshofen und Lauda. Unmittelbar vor dem Wohnplatz zweigt sich der Taubertalradweg aus Richtung Königshofen kommend in zwei Teile. der linke Teil führt durch eine Unterführung der Frankenbahn zum Wohnplatz.